# クイーン・オブ・アルシオン王座
クイーン・オブ・アルシオン王座は、アルシオンが管理、認定していた王座。

## 歴史
1998年12月18日、アルシオン横浜文化体育館大会で開催された「トーナメントARS」に優勝したキャンディー奥津、「トーナメントZION」に優勝した吉田万里子による初代王座決定戦に勝利した吉田が初代王者になった。
2003年6月22日、アルシオンが解散。8月24日、メジャー女子プロレスAtoZ後楽園ホール大会で王者の下田美馬が率いるユニット「Z-SPIRITS」（堀田祐美子、阿部幸江、未来）、チームアルシオン（吉田、玉田凛映、AKINO、藤田愛）によるクイーン・オブ・アルシオン王座争奪イリミネーションマッチが行われて最後は下田と吉田の一騎打ちとなり、吉田が勝利して第8代王者になったと同時に封印。

## 歴代王者
| 歴代  | 選手           | 戴冠回数 | 防衛回数 | 獲得日付       | 獲得場所 （対戦相手・その他）    |
| ----- | -------------- | -------- | -------- | -------------- | -------------------------------- |
| 初代  | 吉田万里子     | 1        | 不明     | 1998年12月18日 | 横浜文化体育館 キャンディー奥津  |
| 第2代 | アジャコング   | 1        | 不明     | 1999年8月6日   | 大田区体育館                     |
| 第3代 | 浜田文子       | 1        | 5        | 2000年12月3日  | 後楽園ホール                     |
| 第4代 | ライオネス飛鳥 | 1        | 5        | 2001年11月25日 | 東京ベイNKホール                 |
| 第5代 | 大向美智子     | 1        | 2        | 2002年5月11日  | 有明コロシアム 2003年2月11日返上 |
| 第6代 | 吉田万里子     | 2        | 0        | 2003年4月29日  | 後楽園ホール 玉田凛映            |
| 第7代 | 下田美馬       | 1        | 0        | 2003年6月22日  | 後楽園ホール                     |
| 第8代 | 吉田万里子     | 3        | 0        | 2003年8月24日  | 後楽園ホール 2003年8月24日封印   |